# مردم مهاجر
مردم مهاجر (Muhajir people) یک گروه قومی در پاکستان است. از نظر تباری چندقومیتی و مختلط هستند و اغلب آن‌ها مسلمانان مهاجری هستند که پس از چندپارگی هند از هند به پاکستان مهاجرت کردند.